# Handebol nos Jogos Sul-Americanos de 2018
As competições de handebol nos Jogos Sul-Americanos de 2018 ocorreram entre 27 de maio e 6 de junho em um total de 2 eventos. As competições aconteceram no Coliseo Municipal Curubamba, localizado em Cochabamba, Bolívia.

## Forma de disputa
As competições de handebol foram disputadas por atletas sem restrição de idade. Os dois torneios foram disputados por sete equipes cada, divididos em dois grupos, com as duas melhores equipes avançando à fase eliminatória.
O evento também serviu de qualificação para os Jogos Pan-Americanos de 2019, sendo que em cada torneio duas equipes se classificaram diretamente e uma terceira equipe se qualificou para repescagem pan-americana.

## Calendário
| G | Fase de grupos | ½ | Semifinais | B | Disputa pelo bronze | F | Final |

| Handebol  | Sáb 26 | Dom 27 | Seg 28 | Ter 29 | Qua 30 | Qui 31 | Qui 31 | Sex 1 | Sáb 2 | Dom 3 | Seg 4 | Ter 5 | Qua 6 | Qua 6 | Qui 7 | Sex 8 |
| --------- | ------ | ------ | ------ | ------ | ------ | ------ | ------ | ----- | ----- | ----- | ----- | ----- | ----- | ----- | ----- | ----- |
| Masculino |        |        |        |        |        |        |        |       | G     | G     | G     | ½     | B     | F     |       |       |
| Feminino  |        | G      | G      | G      | ½      | B      | F      |       |       |       |       |       |       |       |       |       |

## Participantes
Ao todo, quatorze equipes representando oito países se inscreveram, sete em cada evento. A Venezuela se inscreveu apenas para o evento masculino enquanto que o Paraguai se inscreveu apenas para a modalidade feminina.
| - ARG Argentina (32) - BOL Bolívia (32) - BRA Brasil (32) - CHI Chile (32) | - PAR Paraguai (16) - PER Peru (32) - URU Uruguai (32) - VEN Venezuela (16) |

## Medalhistas
| Evento             | Ouro | Prata | Bronze |
| ------------------ | --- | --- | --- |
| Masculino detalhes | Acácio Moreira Filho Alexandro Pozzer Arthur Peão César Almeida Fábio Chiuffa Felipe Borges Felipe Santaela Henrique Teixeira José Guilherme de Toledo Leonardo Ferreira Leonardo Terçariol Oswaldo Guimarães Rogério Ferreira Rudolph Hackbarth Thiago Ponciano Thiagus Petrus dos Santos BRA Brasil | Diego Simonet Federico Gastón Fernández Federico Vieyra Federico Pizarro Gastón Mouriño Gonzalo Carou Ignacio Pizarro Julián Souto Leonel Carlos Maciel Lucas Moscariello Matías Schulz Nicolás Bonanno Pablo Simonet Pablo Vainstein Santiago Baronetto Sebastián Simonet ARG Argentina | Aaron Codina Cristián Moll Ramírez Daniel Ayala Elías Oyarzún Erwin Feuchtmann Esteban Salinas Felipe Barrientos Felipe García José Luis López Luciano Flores Marco Oneto Pablo Baeza Rodrigo Salinas Sebastián Ceballos Sebastián Pavéz Víctor Donoso CHI Chile        |
| Feminino detalhes  | Ana Bolzan e Silva Bárbara Arenhart Bruna de Paula Danielle Joia Dayane Rocha Deonise Fachinello Francielle da Rocha Gabriela Moreschi Jaqueline Anastácio Jéssica Quintino Jéssica Oliveira Mariana Costa Patricia Batista da Silva Patricia Machado Tamires Costa Tamires Morena Lima BRA Brasil    | Camila Bonazzola Florencia Ponce de Leon Giuliana Gavilán Joana Bolling Leila Niño Luciana Mendoza Macarena Gandulfo Macarena Sans Manuela Pizzo Marisol Carratú Micaela Casasola Nadia Bordon Rocío Campigli Rosario Urban Victoria Crivelli Xoana Iacoi ARG Argentina                  | Alicia Torres Antonella Piantini Belén Canessa Catalina Castro Catalina Moreno Fernanda Álvarez Francisca Zavala Francisca Parra Inga Feuchtmann Madeleine Cortez Maura Álvarez Rocío Gómez Valentina Pérez Valentina Sepúlveda Valeria Flores Valeska Lovera CHI Chile |

## Quadro de medalhas
| Ordem | País          | Medalha de ouro | Medalha de prata | Medalha de bronze | Total | Ordem por total |
| ----- | ------------- | --------------- | ---------------- | ----------------- | ----- | --------------- |
| 1     | BRA Brasil    | 2               |                  |                   | 2     | 1               |
| 2     | ARG Argentina |                 | 2                |                   | 2     | 1               |
| 3     | CHI Chile     |                 |                  | 2                 | 2     | 1               |
| TOTAL | TOTAL         | 2               | 2                | 2                 | 6     | —               |